# Quatuor Sine Nomine
 (août 2022).
Le Quatuor Sine Nomine, formé en 1975, est un quatuor à cordes vaudois.

## Biographie
Les musiciens du Quatuor Sine Nomine ne sont âgés que de 20 ans lorsqu'ils commencent à arpenter les salles de Suisse romande. Patrick Genet et Olivier Bertholet aux violons, Nicolas Pache à l'alto et Marc Jaermann au violoncelle forment, à la fin des années 1970, un quatuor à cordes sur le conseil de leurs enseignants de l'Orchestre des collèges et gymnases lausannois et de l'Orchestre Cinqsept. Né d'une volonté de se retrouver et d'interpréter ensemble les grands noms de la musique classique, le Quatuor Sine Nomine parcourt sans restrictions les différents répertoires de la musique de chambre, de Brahms à Balissat, de Schubert à Dusapin. Cette exigence éclectique se retrouve dans leur appellation, « Sine Nomine », choisie entre autres parce qu'elle ne renvoie à aucun modèle. Des débuts prometteurs, accompagnés des conseils avisés de l'influente violoniste Rose Dumur-Hemmerling, lancent définitivement le Quatuor Sine Nomine en 1982. 
En 1985, poussé à participer au prestigieux concours d'Evian par le Quatuor Melos, l'ensemble remporte le premier prix et le prix spécial du jury et de la presse. Ces titres leur ouvrent les portes de nombreuses scènes internationales: Festival de Lucerne, Wigmore Hall de Londres, Concertgebouw d'Amsterdam et même une grande tournée américaine en 1992. Ils signent avec le label Erato qui enregistre leur premier album en 1987, consacré à Schubert. Vingt-sept autres albums suivront et le groupe profite de la publicité générée par l'industrie du disque jusqu'au tournant des années 1990-2000. En parallèle, les membres du quatuor continuent de gagner leur vie en enseignant dans différents Conservatoires de Suisse romande. En 2002, le groupe vit un changement de cap; pour les 20 ans du Quatuor Sine Nomine, Nicolas Pache laisse son alto à Hans Egidi, un Allemand issu de l'école classique et membre de l'ensemble contemporain Contrechamps. Ce changement ne brise pas la dynamique du groupe, et le Quatuor Sine Nomine poursuit ses activités, en plus de nombreuses collaborations musicales: notamment avec Christophe Schiller, François Guye, Philippe Dinkel ou les Quatuors Vogler et Carmina.
Le quatuor a mis en place depuis 2001 le Festival Sine Nomine de Lausanne. Les réseaux tissés en trente ans de carrière leur permettent d'aborder de nouveaux répertoires dans des collaborations inédites. Les fêtes organisées en 2012, entre cinéma contemporain, musique vocale et Belle-Epoque pour les trente ans de l'ensemble, vont d'ailleurs dans ce sens.

## Membres
- Patrick Genet, premier violon[1]
- Olivier Bertholet (1975–1982), puis François Gottraux (1982– ), deuxième violon
- Jean-Christophe Jaermann (1975–1982), Nicolas Pache (1982–2002), Hans Egidi (2002– )
- Marc Jaermann, violoncelle

## Créations
- Olivier Grief, Quatuor à cordes no 3 « Todesfugue » avec voix (1998)
- Toshio Hosokawa, Landscape II pour harpe et quatuor à cordes (1993)
- Michel Hostettler, Quatuor à cordes (1993)
- Jean Perrin, Quatuor à cordes (1989)

Et des œuvres de Henri Scolari, Jean Balissat et William Blank.

## Sources
- « Quatuor Sine Nomine », sur la base de données des personnalités vaudoises sur la plateforme « Patrinum » de la Bibliothèque cantonale et universitaire de Lausanne.
- Philippe, V., "Jeunesses musicales à Lausanne: allegro con moto", Le Matin, 1978/07/06, p. 10
- "Un merveilleux Schubert à Champvent", 24 Heures, 1978/07/10, p. 21
- Creux, Georges, "Le Quatuor Sine Nomine: Un Dutilleux époustouflant", 24 Heures, 1985/03/13, p. 20
- Tétaz, Myriam, "Sine Nomine s'est fait un nom", 24 Heures, 1985/04/11, p. 49
- Tétaz, Numa,"Lausannois aux Etats-Unis: des débuts enthousiasmants", 24 Heures, 1992/02/25, p. 47.
- Simon Kroug, Florence Grivel, Antonin Scherrer, Sine Nomine : histoire d'un quatuor à cordes, Gollion : Infolio, 2013.